# René Letouzey
René Gustave Letouzey, né le 21 octobre 1918 à Bonneval (Eure-et-Loir) et mort le 4 août 1989 à Versailles, est un ingénieur agronome et botaniste français, spécialiste de la flore d'Afrique centrale, particulièrement des forêts du Cameroun, qui fut conservateur des Eaux et Forêts et chargé de recherche au CNRS.

## Biographie

### Parcours universitaire
René Letouzey le 21 octobre 1918, à Bonneval (Eure-et-Loir), « par hasard », dit-il. À huit ans, il quitte son village du Vexin pour Paris où, après son baccalauréat mathématiques, il entre à l'Institut National Agronomique. Ingénieur en 1939, il se spécialise à l'Ecole des Eaux et Forêts "option tropicale".
Après un parcours de trois ans en foresterie technique et administrative, il prend en charge la section des recherches forestières du Cameroun, à Yaoundé, où il restera 15 ans, de 1946 à 1961.
Alternent des stages au laboratoire de Phanérogamie du Muséum à Paris, où, en avril 1961, il est nommé auprès du Professeur André Aubréville.
Conservateur des Eaux et Forêts en 1955, il intègre l'INRA comme Maître de Recherches en 1957, puis est détaché au CNRS en 1961.
En 1953, il obtient sa licence ès-sciences naturelles. Ses travaux de terrain au Cameroun lui permettent de rédiger une thèse de Doctorat d'Etat ès Sciences naturelles, intitulée « Etude phytogéographique du Cameroun » qu'il soutiendra en 1966. Pour la thèse complémentaire obligatoire à cette époque, il se sert de son intérêt aux relations Homme-nature, pour présenter, la même année, ses « recherches sur la nomenclature botanique des Pygmées ».
Il effectua des missions non seulement au Cameroun et dans d'autres pays d'Afrique francophone, mais aussi en Colombie (1954), en URSS (1956), au Nigeria (1962). Fréquentant les herbiers des grands Instituts, il participe à diverses conférences interafricaines (Goma 1948, Abidjan 1951, Entebbe 1952, Bruxelles 1970) et donne des cours à l'Ecole de Nancy en 1968, 1969 et 1971.

### Des activités très diversifiées
Il fut praticien d'un grand nombre de disciplines liées à la botanique : sylviculture, dendrométrie, xylologie, phytopathologie, phytogéographie, écologie, biologie, ethnobotanique, mais se spécialisa en botanique forestière tropicale, enseignement forestier, pisciculture, protection de la flore et de la faune.
Il est le créateur de l'Herbier national camerounais en 1948 et d'une carte de végétation du Cameroun.
Dès 1963, il commence la publication d'une « Flore du Cameroun » qui paraîtra par familles, en fascicules.
Il rédigea un manuel de botanique forestière, adapté à l'Afrique qui fut traduit en anglais.
Il travailla également sur des sujets à intérêts pratiques : plantes médicinales, bois commerciaux, plantes de reboisement ou arbres d'ombrages.

### Vie privée
Il se marie le 26 novembre 1940. Son épouse Yvonne avec laquelle il eut trois enfants, s'occupait elle-même d'une Association à but pédagogique et est l'auteure de plusieurs ouvrages en lien avec la botanique, notamment « La Nature à l'école »,,.

## Collectes botaniques
Entre 1945 et 1967, il collecte quelque 9 000 spécimens au Cameroun, dans les zones suivantes : montagnes de l'Ouest et divers (1945-1958), Nanga Eboko (1959), Yoko (1959), Bertoua (1960), Deng Deng (1961), Bétaré Oya (1961), Abong Mbang (1961), Kribi (1962), mont Cameroun (1962), Akonolinga (1962), Batouri (1962), Yokadouma (1963), Medoum, Tibati (1959, 1963), Meiganga (1963), Nord Cameroun, Bagodo (1966), Linté (1966), Djoum (1966), Banyo + Nkambé et mont Oku (1967).

## Sélection de publications
- (en collab. avec B. A. Krukoff), « Contribution à la connaissance du genre Strophanthus au Cameroun français et au Gabon », in Revue internationale de botanique appliquée et d'agriculture tropicale, 30e année, nos 329-330, mars-avril 1950, p. 121-138, [lire en ligne]
- (en collab. avec Robert Mouranche), Ekop du Cameroun, Centre technique forestier tropical, Nogent-sur-Marne, 1952
- Recueil de noms vernaculaires camerounais (plantes ligneuses), 1954
- Rutacées, zygophyllacées, balanitacées, Muséum national d'histoire naturelle, Laboratoire de phanérogamie, 1963
- « Dénominations pygmées de quelques arbres et arbustes forestiers camerounais », in Journal d'agriculture tropicale et de botanique appliquée, 1964, vol. 11, no 10, p. 347-383, [lire en ligne]
- Étude phytogéographique du Cameroun, F. Didot, Paris, 1966 (texte remanié d'une thèse)
- « Recherches sur la nomenclature botanique des Pygmées », in Journal d'agriculture tropicale et de botanique appliquée, 1966, vol. 13, no 10, p. 479-543, [lire en ligne]
- Les botanistes au Cameroun, Muséum national d'histoire naturelle, Laboratoire de phanérogamie, 1968
- Ulmacées, Urticacées, Muséum national d'histoire naturelle, Laboratoire de phanérogamie, 1968
- Manuel de botanique forestière : Afrique tropicale, 3 vol., Centre technique forestier tropical, Nogent-sur-Marne, 1969-1972
- « Noms d'arbres des Pygmées bagielli dans le sud-ouest du Cameroun », in Journal d'agriculture tropicale et de botanique appliquée, 1975, vol. 22, no 1, p. 23-45, [lire en ligne]
- Flore du Cameroun : documents phytogéographiques, Muséum national d'histoire naturelle, Laboratoire de phanérogamie, 1978-1979

## Distinctions
- En 1953 il reçoit le prix de Coincy[7].
- Il était chevalier de la Valeur camerounaise et officier du Mérite agricole[2].
- En 1971, prix Auguste Chevalier de l'Académie des sciences pour l'ensemble de ses travaux au Cameroun.
- Correspondant à académie des sciences d'outre-mer en novembre 1975.
- Directeur retraité de l'INRA.
- Membre de Académie des sciences le 4 mars 1983 :
  - Lors de sa réception par le professeur Théodore Monod ce dernier déclare « "xérophile et saharien" je salue en lui "l'ombrophile et forestier" ».
  - Son successeur Alain Ruellan le déclare « spécialiste incontesté de la botanique des forêts du Cameroun ».